# Tuheljske Toplice
Tuheljske Toplice is een plaats in de gemeente Tuhelj in de Kroatische provincie Krapina-Zagorje. De plaats telt 257 inwoners (2001).